# جوزيف برايس
جوزيف برايس هو سياسي كندي، ولد في 5 مايو 1945 في كندا. حزبياً، نشط في الحزب الكندي التقدمي المحافظ. وقد انتخب عضو مجلس العموم الكندي.